# 阿尔蒙·斯特罗格
阿尔蒙·斯特罗格（亦称史瑞乔，1839年2月11日—1902年5月26日）是一位殡葬业从业人员，因为顾客们打来的电话被电话接线员转接到另一家殡仪馆，他发明了自动电话交换机并申请了专利。

## 生平

### 早年
斯特罗格的爷爷是最早到当地定居的移民之一，他的父亲塞缪尔·斯特罗格娶了两个妻子，第二任妻子简·克拉克（Jane Clarke）正是阿尔蒙·斯特罗格的母亲。塞缪尔·斯特罗格共生育了包括阿尔蒙在内的14个孩子，不过有几个很小的时候就夭折了。小时候斯特罗格就显露出对发明方面的兴趣，他和他的兄弟们尝试过发明机器代替自己进行日常劳作，他的兄弟曾经在谷仓顶上放飞飞行机器。22岁那年他被征召入伍，在军队中他担当的是军号手，1864年秋天斯特罗格得到了少尉的军衔，同年12月光荣退役。之后他在家乡担当教师并最终成为了校长，这段时间他结了婚，夫妻两人生了两个女儿。后来斯特罗格曾在伊利诺伊、俄亥俄、密歇根以及堪萨斯州做过教师。

### 发明
1882年2月，阿尔蒙·斯特罗格在堪萨斯州买下了一家殡仪馆。他的第一任妻子去世后他迎娶了第二任妻子，不过1886年他又娶了第三任妻子并在1888年生下了一个儿子。某日，斯特罗格从报纸上得知自己的一个朋友去世，然而他的亲人却没将这位朋友送到斯特罗格这里。原来电话接线员是他竞争对手的女伴，打给斯特罗格的电话被告知电话繁忙或者是直接转接到了斯特罗格的竞争对手。斯特罗格意识到，要解决这个问题需要发明一种免除人工接线员的自动机器。实际上由于电话时常出问题，他经常向电话公司投诉。斯特罗格利用圆形硬纸盒、针和铅笔制作了一个模型，他在硬纸盒上插了10排10列共100根针，通过控制铅笔的水平以及垂直运动，就可以接通100根针中的一个。1891年3月10日，斯特罗格获得了编号为447,918的专利。在侄子沃尔特的帮助下，一个旅行商人约瑟夫·哈里斯（Joseph Harris）参观了阿尔蒙的发明，并邀请斯特罗格到芝加哥去开设公司进行大规模生产，而且还愿意支付路费，不过斯特罗格没有同意。

### 商业化
哈里斯和沃尔特在一个珠宝工人的帮助下生产了交换机的模型，不过这个模型没能正常工作。后来斯特罗格也加入了他们开始制造交换机，原先估计制作一个交换机要花80美元，最后花了4000美元才制作成功。1891年，阿尔蒙·斯特罗格和他的商业伙伴们在印第安纳州的拉波特县成立了斯特罗格自动电话交换机公司（Strowger Automatic Telephone Exchange）。1892年11月3日，在管弦乐队的伴奏之下，斯特罗格当着众多记者、企业家、发明家的面公开展示了自己的电话交换系统。实际上，斯特罗格所开发的早期系统有许多缺陷，比如说它没有设置占线功能，用户可以进入一条已经在使用的线路。用户需要记住按下每个按键的确切次数，而且只能接通99路电话。不过这家公司不断进行着改进，1896年开始为电话机设置了一个转盘。贝尔公司曾经试图阻挠斯特罗格公司的业务，最初曾减缓了自动交换机的安装速度，不过最后还是以贝尔公司失败告终。1898年，斯特罗格的自动交换机卖到欧洲的阿姆斯特丹，第二年又卖到了柏林。斯特羅格過世多年後的1916年，貝爾公司以250萬美元的價格買下了自動電話交換機的許可證。

### 晚年
就在1898年，斯特罗格从公司退休，他以1800美元的价格卖掉了自己的专利，而他所占的股份则卖到了1万美元。卖掉股份以后，斯特罗格搬到了佛罗里达州，因为患了胃病与肝病，他开始以水银治疗。他还迎娶了自己的护士苏珊·斯特罗格（Susan Strowger），之后他又干起了本行，继续开殡仪馆。1902年5月26日，斯特罗格死于贫血与动脉瘤。